# Chương trình hạt nhân của Iran
Chương trình hạt nhân của Iran đã bao gồm một số địa điểm nghiên cứu, hai mỏ uranium, lò phản ứng nghiên cứu và các cơ sở chế biến urani, bao gồm ba nhà máy làm làm giàu urani nổi tiếng. Năm 1970, Iran đã phê chuẩn Hiệp ước Không phổ biến vũ khí hạt nhân (NPT), đưa chương trình hạt nhân của mình trở thành cơ quan của Cơ quan Năng lượng Nguyên tử Quốc tế (IAEA).
Chương trình đã được đưa ra vào những năm 1950 với sự giúp đỡ của Hoa Kỳ như là một phần của chương trình Atoms for Peace. Sự tham gia của Hoa Kỳ và các chính phủ Tây Âu trong chương trình hạt nhân của Iran vẫn tiếp tục cho đến cuộc cách mạng Iran năm 1979 đã lật đổ Shah của Iran. Sau cuộc cách mạng 1979, hầu hết hợp tác hạt nhân quốc tế với Iran bị cắt đứt. Năm 1981, các quan chức Iran kết luận rằng phát triển hạt nhân của đất nước sẽ tiếp tục. Các cuộc đàm phán đã diễn ra với Pháp vào cuối những năm 1980 và với Argentina vào đầu những năm 1990 và đã đạt được thỏa thuận. Trong những năm 1990, Nga đã thành lập một tổ chức nghiên cứu chung với Iran, cung cấp cho Iran các chuyên gia hạt nhân Nga và thông tin kỹ thuật.
Vào những năm 2000, việc tiết lộ chương trình làm giàu urani bí mật của Iran đã làm dấy lên mối lo ngại rằng nó có thể được sử dụng cho mục đích sử dụng phi hoà bình. IAEA đã khởi động một cuộc điều tra vào năm 2003 sau khi một nhóm người bất đồng chính kiến Iran tiết lộ các hoạt động hạt nhân không được công bố của Iran. Năm 2006, do không tuân thủ các nghĩa vụ của NPT của Iran, Hội đồng Bảo an Liên hợp quốc yêu cầu Iran ngừng các chương trình làm giàu của mình. Trong năm 2007, Ước tính Tình báo Quốc gia của Hoa Kỳ (NIE) đã tuyên bố rằng Iran ngừng chương trình vũ khí hạt nhân đang hoạt động vào năm 2003. Vào tháng 11 năm 2011, IAEA đưa ra bằng chứng đáng tin cậy rằng Iran đã tiến hành các thí nghiệm nhằm thiết kế một quả bom hạt nhân cho đến năm 2003 và nghiên cứu đó có thể tiếp tục ở quy mô nhỏ hơn sau thời gian đó.
Nhà máy điện hạt nhân đầu tiên của Iran, lò phản ứng Bushehr I, đã hoàn thành với sự trợ giúp lớn từ Rosatom của chính phủ Nga và chính thức khai trương vào ngày 12 tháng 9 năm 2011. Nhà thầu xây dựng Nga Atomenergoprom cho biết Nhà máy điện hạt nhân Bushehr sẽ đạt công suất đầy đủ vào cuối năm 2012. Iran cũng đã tuyên bố đang tiến hành xây dựng một nhà máy điện hạt nhân mới công suất 360 MW nằm ở Darkhovin và sẽ tìm kiếm thêm các nhà máy điện hạt nhân cỡ trung và các mỏ urani trong tương lai.
Vào năm 2015, chương trình hạt nhân của Iran đã mất 100 tỷ USD doanh thu từ dầu hỏa và mất đầu tư trực tiếp nước ngoài do các biện pháp trừng phạt quốc tế (500 tỷ USD, khi tính thêm chi phí cơ hội khác).